# 279 (số)
279 (hai trăm bảy mươi chín) là một số tự nhiên ngay sau 278 và ngay trước 280.